# Ruthless Records (Los Angeles)
La Ruthless Records è una etichetta discografica statunitense fondata da Eazy-E e Jerry Heller nel 1987. La label californiana è considerata la fondatrice del genere gangsta rap.
La Ruthless inizialmente ebbe tra i propri artisti quelli che poi sarebbero diventati i big dell'hip hop, come Dr. Dre, Ice Cube e DJ Yella, con cui l'anno successivo Eazy-E (considerato il padrino del Gangsta Rap) formò gli N.W.A. L'etichetta era per la maggior parte di proprietà della gang dei Crips, vicini ad artisti come Eazy-E(in passato anche lui membro della Gang dei Crips), Cold 187um, Dirty Red ,Rhythm D e Yella ed attualmente si occupa di pubblicazioni prevalentemente G-funk tramite artisti come Above the Law, Penthouse Players Clique, Bone Thugs-n-Harmony, The D.O.C., Blood of Abraham, Steffon, Kokane, CJ Mac, Brownside, Tairrie B, Paperboy, Kid Frost, A.L.T., Shaki aka Dirty Red, Slow Pain, H.W.A., Laylaw, Mister D & Sleepy Malo, Leicy Loc, Domino, Menajahtwa, Pistol e J J Fad. Vi erano voci secondo cui Tupac Shakur aveva intenzione di passare alla Ruthless Records prima della condanna al carcere nel 1995.
Nello stesso 1995 Eazy-E morì a causa delle complicanze dovute all'AIDS. Dopo la morte del rapper e produttore, l'etichetta è stata rilevata dalla moglie, Tomica Wright. La Ruthless Records attualmente è una divisione della Epic Records.

## Distributori della Ruthless
L'etichetta californiana ha avuto diversi distributori contemporaneamente. I primi dischi della Ruthless furono distribuiti dalla Macola Records, ma il contratto ebbe vita breve e i diritti di distribuzione tornarono alla Ruthless. Tutti i lavori degli NWA ed i primi due dischi di Eazy-E per Ruthless furono distribuiti dalla Priority Records, ed i diritti su queste pubblicazioni sono attualmente detenuti dalla nuova proprietaria della Priority, la Capitol Records. I dischi di The D.O.C., Michel'le, e J.J. Fad sono stati commercializzati attraverso la Atlantic Records e la sua sussidiaria Atco Records. I diritti di pubblicazione sono tuttora in mano alla compagnia proprietaria della Atlantic, la Warner Music Group, mentre i lavori di Above the Law sono stati pubblicati tramite Epic Records. Nei primi anni 1990, la Ruthless ebbe diverse distribuzioni esclusive con la Relativity Records, inizialmente etichetta heavy metal ma che con la Ruthless produsse l'album horrorcore / G-funk Trippin' with No Luggage di Steffon, e Shock of the Hour cupo album di MC Ren, entrambi prodotti da Eazy-E. La Relativity fu più tardi inglobata nella Sony Music.
Successivamente la Makaveli Records si mise d'accordo per il trasferimento di Kokane e dei Bone Thugs-n-Harmony alla Makaveli, e il trasferimento dei Smif-N-Wessun e di Michel'le alla Ruthless (anche se concordarono per farli lavorare pure con la Makaveli).
Le 2 etichette si misero d'accordo per distribuire i futuri album della  Ruthless, ma nel 97 a causa del fallimento della Makaveli Records furono cancellati  gli accordi

## Discografia
1987
- J. J. Fad- Supersonic
- N.W.A- N.W.A. and the Posse

1988
- N.W.A- Straight Outta Compton
- Eazy-E- Eazy-Duz-It

1989
- The D.O.C.- No One Can Do It Better
- Michel'le- Michel'le

1990
- NWA- 100 Miles and Runnin'
- Above the Law- Livin' Like Hustlers
- Tairrie B- Power of a Woman

 1991
- NWA- Efil4zaggin
- Above the Law- Vocally Pimpin'
- JJ Fad- Not Just a Fad
- Jimmy Z- Musical Madness
- Who Am I?- Addictive Hip Hop Muzick
- Yomo & Maulkie- Are You Xperianced?

1992
- Eazy E- 5150: Home 4 tha Sick
- MC Ren- Kizz My Black Azz
- Above the Law - Black Mafia Life
- Penthouse Players Clique- Paid The Cost

1993
- Eazy E- It's on (Dr. Dre) 187Um Killa
- MC Ren- Shock of the Hour
- A.L.T.- Stone Cold World
- Blood of Abraham- Future Profits

1994
- Bone Thugs-n-Harmony- Creepin on ah Come Up
- Above the law- Uncle Sam's Curse
- Kokane- Funk Upon A Rythme
- Steffon- Trippin' Wit No Luggage
- H.W.A.- Az Much Azz U Want
- Menajahtwa- Cha-Licious
- Atban Klan- Puddles of H20
- Pistol- Hittin Like a Bullet

1995
- Eazy E- Str8 off tha Streetz of Muthaphukkin Compton
- Bone Thugs-n-Harmony- E. 1999 Eternal
- Eazy E- Eternal E
- Frost- Smile Now, Die Later
- Tab & Da Villon- Do Or Die

1996
- NWA- Greatest Hits
- MC Ren- Villain in Black

1997
- Bone Thugs-N-Harmony- The Art of War
- Frost- When Hell. A. Freezes over

1998
- Bone Thugs-N-Harmony- The Collection Volume One
- MC Ren- Ruthless For Life
- Ruthless Records Tenth Anniversary Compilation
- Bizzy Bone - Heaven'z Movie

1999
- Krayzie Bone - Thug Mentality

2000
- Bone Thugs-N-Harmony- BTNHResurrection
- Bone Thugs-N-Harmony- The Collection: Volume Two

2001
- L Burna aka Layzie Bone - Thug by Nature
- Krayzie Bone - Thug On Da Line

 2002
- Bone Thugs-N-Harmony- Thug World Order
- Eazy E- Impact Of A Legend
- Baby S- Street Fractions

2004
- Spymob- Sitting Around Keeping Score

 2005
- Eazy E- Eternal E - Gangsta Memorial Edition
- Bone Thugs-N-Harmony- Greatest Hits